# Bán theo danh mục
Bán theo danh mục (Catalog merchant trong tiếng Anh và tiếng Anh Canada) là một hình thức bán lẻ. Các thương gia điển hình bán nhiều loại sản phẩm gia dụng và cá nhân, với nhiều đồ trang sức tạo điểm nhấn. Không giống như một cửa hàng bán lẻ tự phục vụ, hầu hết các mặt hàng không được trưng bày; khách hàng chọn các sản phẩm từ các danh mục in trong cửa hàng và điền vào mẫu đơn đặt hàng. Đơn đặt hàng được đưa đến quầy bán hàng, nơi một nhân viên lấy các mặt hàng từ khu vực kho đến trạm thanh toán và thanh toán.

## Mục đích
Bán hàng theo danh mục thường có giá thấp hơn so với các nhà bán lẻ khác và chi phí đầu tư thấp hơn do quy mô cửa hàng nhỏ hơn và thiếu không gian showroom lớn.
Có một vài lợi ích chính cho phương pháp này. Bằng cách hoạt động như một trung tâm bán hàng tại cửa hàng, nó có thể được miễn trừ khỏi chính sách " Duy trì giá bán lại " của các nhà sản xuất, điều này có thể buộc các nhà bán lẻ thông thường tính giá bán tối thiểu để ngăn chặn cạnh tranh giảm giá; nó cũng làm giảm nguy cơ trộm cắp hàng hóa, được biết đến trong ngành là co rút.
Từ quan điểm của người tiêu dùng, có những lợi thế và bất lợi tiềm tàng. Cách tiếp cận kiểu xem danh mục cho phép khách hàng mua sắm mà không phải mang hàng hóa của họ trên khắp các cửa hàng khi họ mua sắm. Nhược điểm có thể bao gồm khách hàng có thể được yêu cầu cung cấp thông tin liên hệ của họ khi đặt hàng, dành thời gian để điền vào mẫu đơn đặt hàng và chờ một khoảng thời gian để đơn hàng của họ có sẵn để mua. Sự chờ đợi này có thể kéo dài nhiều ngày, một trong những lỗ hổng chính của phương pháp tiếp cận kiểu xem danh mục sản phẩm.

## Các nước

### Canada
```
<a href="./https://en.wikipedia.org/wiki/Consumers_Distributing" rel="mw:WikiLink" data-linkid="25" class="cx-link" title="Consumers Distributing">Consumers Distributing</a> vận hơn 400 cửa hàng ở Canada và Hoa Kỳ, và đóng cửa vào năm 1996. Các đối thủ cạnh tranh trong khu vực Montreal bao gồm Cardinal Distributors (do Steinberg ra mắt nhưng được bán cho Consumers Distributing năm 1980) và Unique (ngừng hoạt động vào những năm 1970). Shop-Rite, điều hành 65 cửa hàng ở Ontario, đã đóng cửa vào năm 1982. Sears Canada Inc vẫn phát hành hơn 15 danh mục in mỗi năm. Bao gồm trong (15) danh mục in này là ba (3) danh mục lớn - Danh mục mùa xuân và mùa hè, Danh mục chung mùa thu và mùa đông, và danh mục Giáng sinh WishBook nổi tiếng. Vào mùa thu 2012, danh mục Sears Canada đã phát hành phiên bản WishBook kỷ niệm 60 năm.
```

### Vương quốc Anh

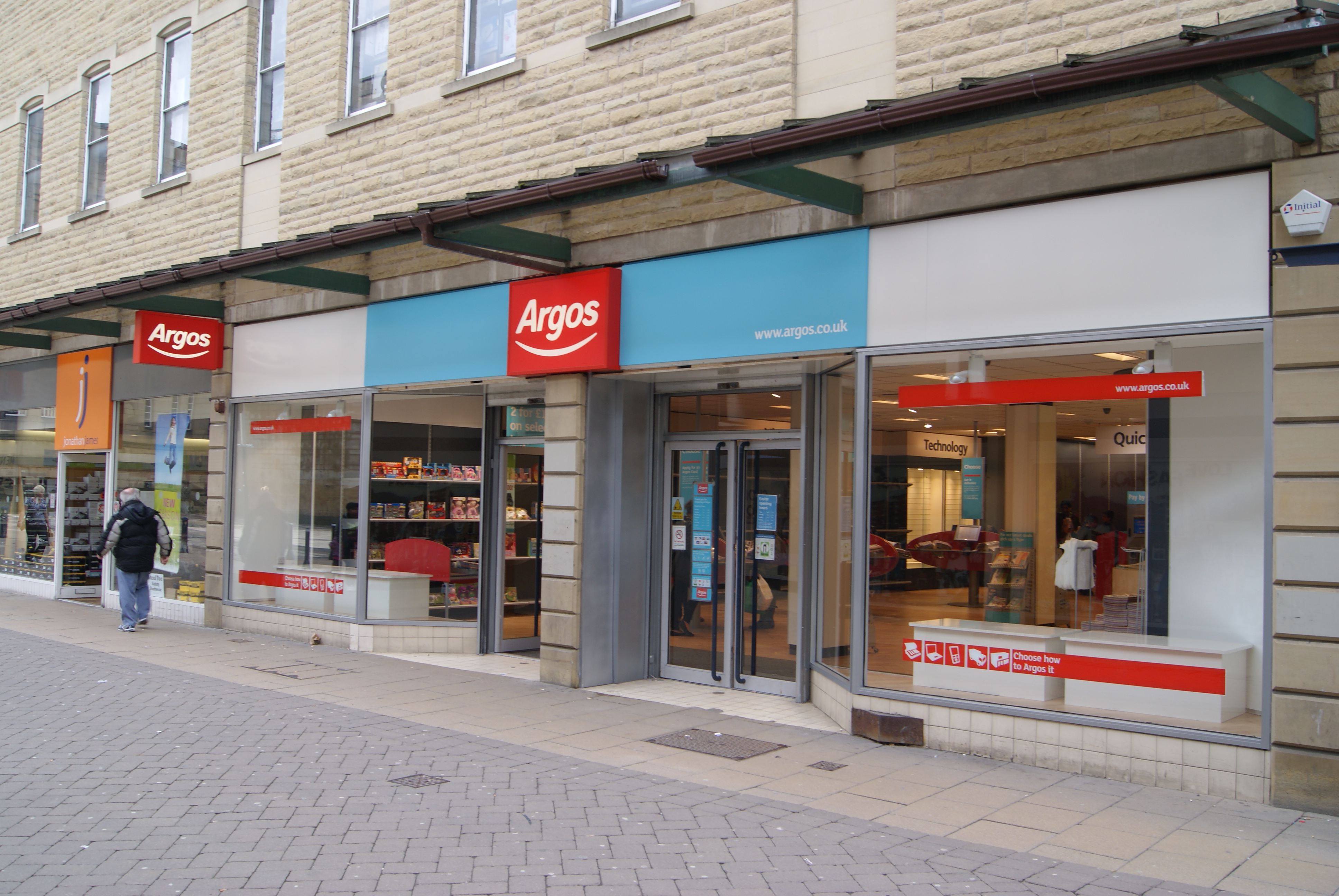
Một chi nhánh nhỏ hơn của Argos tại Huddersfield, West Yorkshire, Argos là nhà bán lẻ theo danh mục lớn nhất ở Vương quốc Anh.

Tại Vương quốc Anh, nhà bán lẻ hàng hóa nói chung lớn nhất là Argos, một nhà hàng theo danh mục. Các nhà bán lẻ danh mục trước đây bao gồm Littlewoods và Kays, không giống như Argos không có cửa hàng và chỉ bán theo đơn đặt hàng bưu chính. Littlewoods, Kays và Grattan hiện tại đã xây dựng doanh nghiệp của họ xung quanh việc cung cấp tín dụng, tuy nhiên trong thế kỷ 21, hầu hết các cửa hàng High Street hiện cung cấp thẻ cửa hàng (một phương tiện tín dụng dành riêng cho nhà bán lẻ) có nghĩa là các danh mục này đã mất một phần thị trường.
Littlewoods cũng điều hành một danh mục nhỏ hơn không cung cấp tín dụng gọi là Index. Không giống như hàng hóa từ Danh mục Littlewoods, được mua qua đơn đặt hàng qua bưu điện, hàng hóa Index có thể được mua tại các chi nhánh của Index và một số chi nhánh của cửa hàng bách hóa Littlewoods.
Không giống như Littlewoods, Kays và Grattan, những người tập trung chủ yếu vào Quần áo, Argos (và trước đây là Index) tập trung chủ yếu vào đồ nội thất, đồ điện tử và hàng trắng. Năm 2001, Argos bắt đầu một danh mục quần áo có tên là Argos Additions, tuy nhiên họ đã bán thương hiệu cho Shop Direct Group vào năm 2004.

### Hoa Kỳ
Các thương nhân bán hàng theo danh mục ở Hoa Kỳ đã suy giảm từ năm 1980, ủng hộ các nhà giảm giá chuỗi, cửa hàng hộp lớn và mua sắm internet. Nổi bật trong số các thương nhân cửa hàng trong thế kỷ 19 và 20 là Công ty sản xuất và phần cứng Belknap và Sears, Roebuck &amp; Company.
Việc bãi bỏ luật xử phạt duy trì giá bán lại vào năm 1980 có nghĩa là các nhà giảm giá chuỗi như Wal-Mart, KMart có thể thiết lập và thay đổi giá theo ý muốn, trong một môi trường thân thiện hơn với người tiêu dùng nơi khách hàng có thể kiểm tra hàng hóa và xác nhận sự sẵn có trước khi gặp người bán hàng. Kết quả là, ngành bán lẻ này đã đi vào suy giảm trong những năm 1980. Khi các cửa hàng hộp lớn và mua sắm trực tuyến ngày càng trở nên phổ biến vào những năm 1990, sự suy giảm của các doanh nghiệp thương mại bán theo danh mục đã tăng tốc.
Nhiều công ty trong những năm gần đây đã chuyển từ việc chỉ dựa vào doanh số bán hàng theo danh mục đã tham gia bán hàng trực tuyến hoặc bán lẻ trực tiếp. Động thái hướng tới bán hàng trực tuyến bao gồm các chuỗi cửa hàng bách hóa lâu đời như Sears và JCPenney phụ thuộc rất nhiều vào doanh số bán hàng theo danh mục. Tuy nhiên, nhiều nhà buôn theo danh mục lâu đời đã ngừng kinh doanh trong những năm gần đây trong đó có <a href="./https://en.wikipedia.org/wiki/Best_Products" rel="mw:WikiLink" data-linkid="69" class="cx-link" title="Best Products">Best Products</a>, Brendle's, Ellman's, JAFCO, KeyMid, Montgomery Ward, Rink's, Aldens, HJ Wilson Công ty, <a href="./https://en.wikipedia.org/wiki/Service_Merchandise" rel="mw:WikiLink" data-linkid="78" class="cx-link" title="Service Merchandise">Service Merchandise</a>, <a href="./https://en.wikipedia.org/wiki/Sterling_Jewelry_&amp;amp;_Distributing_Company" rel="mw:WikiLink" data-linkid="79" class="new cx-link" title="Sterling Jewelry &amp;amp; Distributing Company">Sterling Jewelry &amp; Distributing Company</a> và <a href="./https://en.wikipedia.org/wiki/Consumers_Distributing" rel="mw:WikiLink" data-linkid="80" class="cx-link" title="Consumers Distributing">Consumers Distributing</a>. Bộ phận Công ty Phân phối &amp; Trang sức Houston của Công ty Phân phối &amp; Trang sức Sterling đã được cấu trúc lại thành công như một cửa hàng trang sức và quà tặng hoàn hảo vào năm 1993 và đã hoạt động kể từ đó. Houston Jewelry vẫn là phòng trưng bày danh mục trước đây duy nhất trở lại thành công với định dạng trang sức truyền thống.

## Danh mục trực tuyến
Ngày nay, các công ty đang chuyển các danh mục in của họ để bán sản phẩm của họ thành các danh mục trực tuyến. Xu hướng mới này dành cho người tiêu dùng mua sắm trực tuyến và hưởng một số giảm giá và một số lợi thế khác. Một trang web cung cấp danh mục bao gồm giá cả, giảm giá, công cụ, tùy chọn vận chuyển, phương thức thanh toán khác nhau, và nhiều hơn nữa.
Danh mục trực tuyến có một số lợi thế cho cả người bán và người mua. Chúng cho phép tích hợp danh mục trực tuyến với cơ sở dữ liệu đặt hàng của người bán và điều này chuyển thành một kênh bán hàng bổ sung. Danh mục trực tuyến giúp tìm kiếm khách hàng mới trực tuyến dễ dàng hơn mà không tốn nhiều tài liệu in ấn hơn. Các danh mục này cho phép linh hoạt hơn vì chúng có thể được thay đổi, sửa chữa và cập nhật dễ dàng hơn.
Tuy nhiên, mặc dù doanh số có thể tăng, một khoản đầu tư cũng là cần thiết để làm cho danh mục trực tuyến hoạt động thành công. Hệ thống này yêu cầu thêm hệ thống giỏ hàng thân thiện với công cụ tìm kiếm vào trang web và một số loại dịch vụ khách hàng có thể cần thiết dưới dạng e-mail hoặc trò chuyện trực tiếp chẳng hạn. Một số công ty cũng đầu tư vào số miễn phí để khách hàng của họ sử dụng kênh này để đặt hàng.
Người mua trực tuyến cũng được hưởng lợi từ các danh mục trực tuyến. Hệ thống này thường cung cấp giá tốt vì người bán không đầu tư vào các tòa nhà lớn hoặc hàng may mặc và những khoản tiết kiệm này được phản ánh bằng giá tốt hơn cho người tiêu dùng. Vì người bán không cần quản lý hàng tồn kho vật lý, họ có thể cung cấp nhiều lựa chọn sản phẩm không thể cung cấp cho các cửa hàng bán lẻ.
Một lợi ích khác là sự tiện lợi để mua từ nhà. Người mua không cần phải dành thời gian hoặc nhiên liệu để lái xe đến một cửa hàng và một cửa hàng khác đang tìm kiếm các sản phẩm họ cần. Đây là một lợi thế cho người già, người khuyết tật và cả những người đã dành thời gian và nhiên liệu lái xe từ công trình đến nhà của họ. Danh mục trực tuyến cũng cho phép người mua so sánh giá cả và chọn các bài viết thuận tiện hơn cho họ bất cứ lúc nào và đặt hàng vào ban ngày hoặc ban đêm.
Danh mục trực tuyến có thể được thưởng thức ngay lập tức trái ngược với danh mục vật lý mà người ta phải đợi cho đến khi chúng được gửi qua thư. Một ưu điểm khác của các danh mục này là chúng không có giấy tờ, do đó, những người sử dụng chúng không xả rác.
Một khía cạnh thuận tiện là một khi người ta chọn mua gì và mua ở đâu, người ta có thể truy cập ngay vào trang web cụ thể và mua bài viết mà không mất thời gian cố gắng tìm kiếm một mặt hàng cụ thể trên web.
Đối với những người vẫn thích một danh mục in, nhiều trang web cũng cung cấp khả năng gửi một danh mục bản sao cứng.
Cũng có một số nhược điểm khi hệ thống này đặc biệt là với chi phí vận chuyển. Người mua phải cẩn thận vì đôi khi chi phí vận chuyển cuối cùng có thể làm tăng chi phí của sản phẩm và hoàn nguyên giá tốt hơn ban đầu mà nó cung cấp.

## Tài nguyên
- Tạp chí thương mại đa kênh (Thời đại danh mục trước đây)
- Blog đặt hàng qua thư Cung cấp thông tin về các thương gia đặt hàng qua thư khác nhau) Lưu trữ ngày 10 tháng 8 năm 2018 tại Wayback Machine
- JCK Houston Trang sức phá vỡ danh mục Showroom Xiềng xích Lưu trữ ngày 23 tháng 5 năm 2016 tại Wayback Machine  Lưu trữ ngày 23 tháng 5 năm 2016 tại Wayback Machine